# Julie Parrish
Julie Parrish (Middlesborough, 21 oktober 1940 – Los Angeles, 1 oktober 2003), geboren als Ruby Joyce Wilbar, was een Amerikaanse actrice en uitvoerend producente.

## Biografie
Parrish was een leerling aan de Tecumseh High School in Tecumseh (Michigan) en ontving in 1959 haar diploma. 
Ze maakte haar acteerdebuut in 1962 met de film It'$ Only Money. Ze is vooral bekend geworden door haar rollen in Good Morning, World (1967-1968) als Linda Lewis (26 afleveringen) en in Beverly Hills, 90210 (1996-1998) als Joan Diamond (8 afleveringen). 
Parrish overleed op 1 oktober 2003 in haar woonplaats Los Angeles aan eierstokkanker.

## Filmografie

### Films
- 1998 The Police of Desire – als publiek
- 1988 Baby M – als verpleegster
- 1987 The Last Fling – als Marge Fields
- 1981 The Devil and Max Devlin – als Sheila
- 1979 When She Was Bad...  - als verpleegster
- 1978 The Time Machine – als Salem Quaker
- 1972 The Doberman Gang – als June
- 1966 Paradise, hawaiian Style – als Joanna
- 1966 Fireball 500 – als Martha
- 1965 Boeing (707) Boeing (707) – als vrolijke vrouw
- 1965 Winter A-Go-Go – als Dee Dee
- 1965 Harlow – als Serena Harrison
- 1963 The Nutty Professor – als Studente
- 1962 It'$ Only Money – als verkoopster

### Televisieseries
Uitgezonderd eenmalige gastrollen.
- 1996 – 1998 Beverly Hills, 90210 – als Joan Diamond – 8 afl.
- 1981 Dynasty – als secretaresse – 2 afl.
- 1980 Days of our Lives – als Theresa – ? afl.
- 1967 – 1968 Good Morning, World – als Linda Lewis – 26 afl.

- Biblioteca Nacional de España: XX5659656
- Gemeinsame Normdatei: 1286618630
- International Standard Name Identifier: 0000 0004 9759 1942
- Library of Congress Control Number: no2016124400
- MusicBrainz: 3ffc8868-3e5d-43e0-a815-bff3fd78fde9
- Virtual International Authority File: 1552147665808160670008
- WorldCat: E39PBJp67cdWjwHv636J9WkdQq